# 食物本草

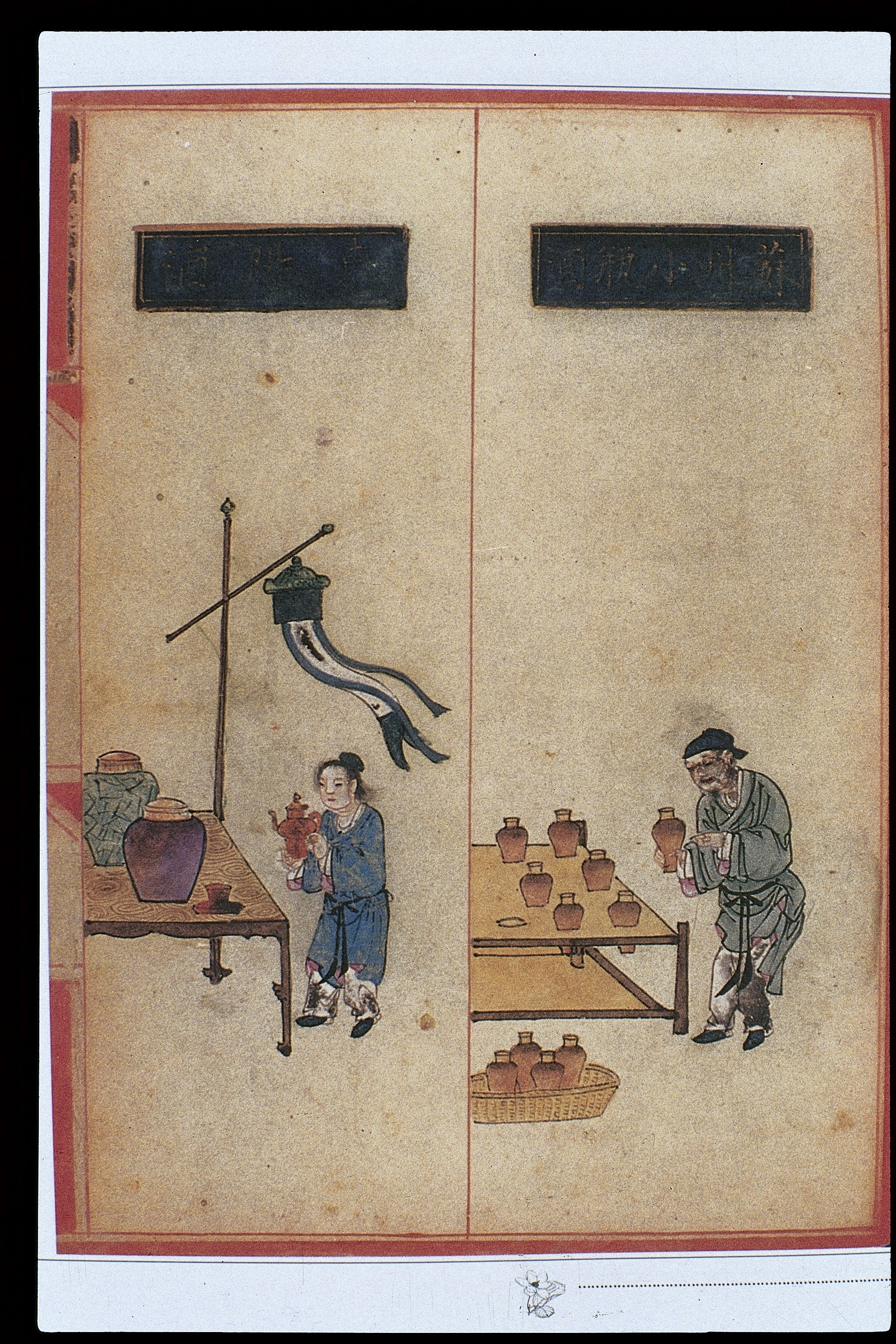
明《食物本草》（300余种本）中的插图，图上绘“苏州小瓶酒”及“东阳酒”

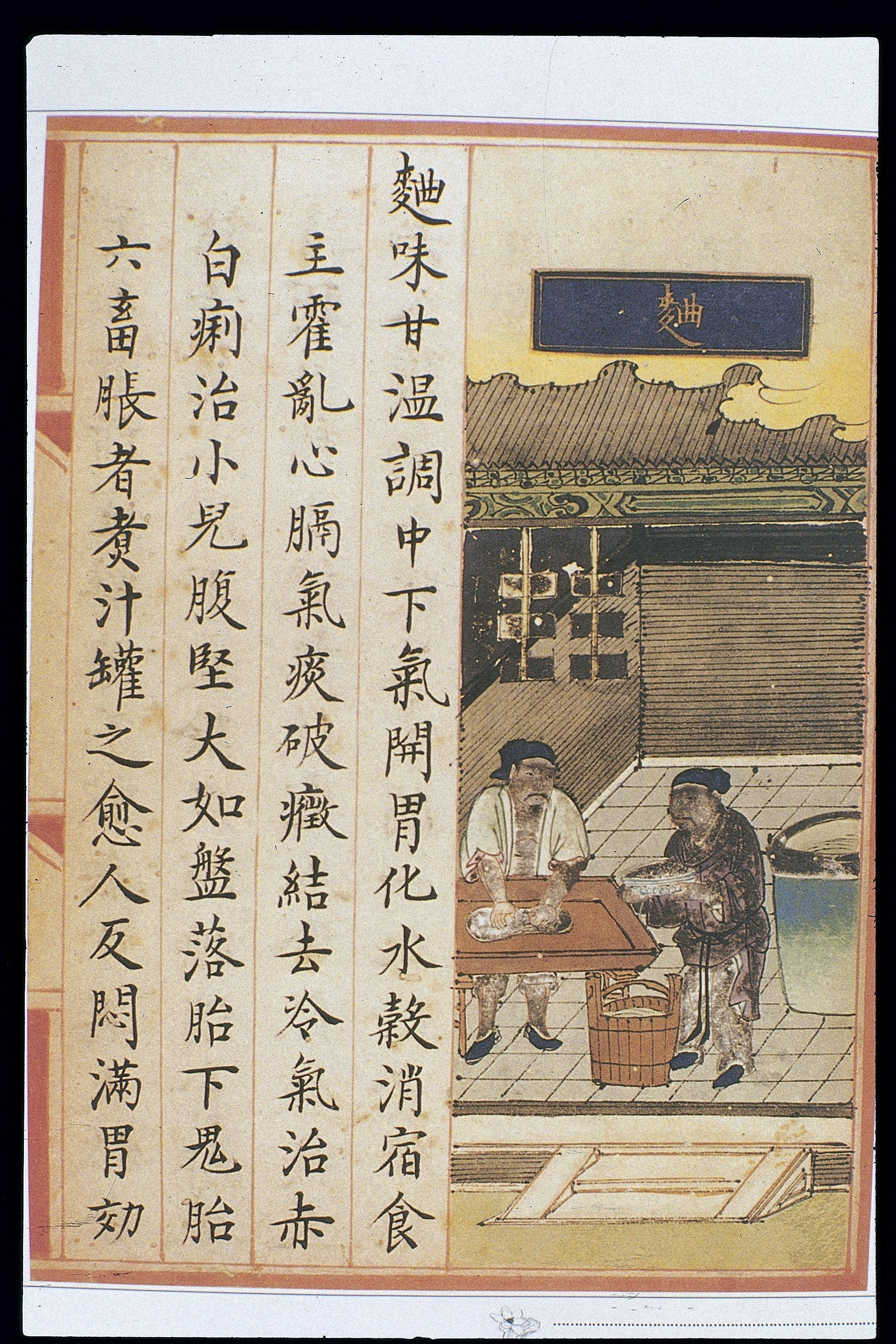
明《食物本草》（300余种本）中的插图，图上绘“麴”

食物本草是明朝出現的多本以該名稱命名的食物以及藥物著作。其中一种著作記載药物300余种，成书于李时珍本草纲目之前，另一种著作記載药物1600多种，成书于本草纲目之后。
記載药物300余种的有署名薛己的食物本草二卷本，署名卢和的食物本草四卷本，署名汪颖（編撰）、钱允治（校订）的食物本草七卷本，署名汪颖的食物本草二卷本，未署作者、胡文焕（校订）的食物本草二卷本，托名李杲（編撰）、钱允治（补订）的食物本草七卷本。这些著作内容大致相近，主要記載386味食品，分为水、谷、菜、果、禽、兽、鱼、味8类，並且介绍各食品的性味、良毒和功效主治。
另一種著作收集食物共1600多种，分类同本草纲目，共分為水、谷、菜、果、鳞、介、蛇虫、禽、兽、味、草、木、火、金、玉石、土等16部，22卷。這類著作有的题为李杲编辑，李时珍参订，也有的直接署作者名为李时珍。丹波元胤《医籍考》认为该书作者是姚可成。